# Pierpaolo Piccioli
Pierpaolo Piccioli (Nettuno, 29 agosto 1967) è uno stilista italiano, direttore creativo di Balenciaga.

## Biografia
Inizialmente pensa di dedicarsi al cinema, ma si iscrive a moda e si diploma a Roma nell'Istituto Europeo di Design, lavorando poi al fianco di Maria Grazia Chiuri da Fendi per un decennio.
Nel 1999, Valentino Garavani scelse sia Piccioli che Chiuri per lavorare alla categoria accessori del suo marchio. Furono promossi a direttori creativi degli accessori quando ad Alessandra Facchinetti è stato assegnato lo stesso titolo per il prêt-à-porter dopo che Garavani si è ritirato nel 2007.
Nel 2008 Piccioli e Chiuri succedono a Facchinetti come direttori creativi del marchio. Nella collezione primavera/estate 2011 con l'introduzione di un accessorio di successo, la scarpa Rockstud, ha contribuito a portare i ricavi del marchio oltre la soglia del miliardo di euro.
Durante il suo incarico a Valentino, Piccioli ha vestito star come Florence Pugh e Rihanna per il Met Gala e Zendaya, Emily Blunt e Carey Mulligan per gli Academy Awards.
Nel 2022, ha dedicato quasi un’intera collezione prêt-à-porter Valentino a un nuovo rosa acceso – chiamato “Pink PP” dalle sue iniziali – che si è rivelato un successo tra le celebrità e un efficace strumento di marketing virale.
Nel marzo 2024, Piccioli ha annunciato la sua partenza da Valentino in una dichiarazione congiunta con il marchio.
Il 19 Maggio 2025 Balenciaga annuncia che Piccioli sarà il suo nuovo direttore creativo. 

## Riconoscimenti
Nel 2018 e nel 2022, Piccioli ha vinto il premio "stilista dell'anno" ai Fashion Awards.

## Vita privata
Piccioli è sposato con Simona Caggia e ha tre figli: Benedetta, Pietro e Stella. Vive a Nettuno, la cittadina costiera dove è cresciuto.